# Danjoutin
Danjoutin és un municipi francès, es troba al departament del Territori de Belfort i a la regió de Borgonya - Franc Comtat. L'any 2005 tenia 3558 habitants.

## Geografia
Se situa al Sud i molt a prop de Belfort, capital del departament.

## Demografia
| 1962 | 1968 | 1975 | 1982 | 1990 | 1999 | 2005 |
| ---- | ---- | ---- | ---- | ---- | ---- | ---- |
| 3317 | 3520 | 3695 | 3451 | 3103 | 3383 | 3558 |